# محمدعلی بندانی
محمدعلی بندانی (زاده ۱۳۰۶، یزد) تهیه‌کننده و بازیگر فیلم اهل ایران بود.

## زندگی
- تأسیس یزد فیلم از ۱۳۴۰ و واردات فیلم‌های هندی
- فعالیت در زمینه فیلمسازی از ۱۳۴۳ با دختر کوهستان (تهیه‌کننده با مشارکت منوچهر صادق‌پور)، بندانی در سال ۱۳۴۸، پس از عرضهٔ مردان روزگار از منوچهر صادق‌پور و پارسافیلم، جدا شد و با تأسیس یزد فیلم خود مستقلا به تهیه‌کنندگی پرداخت. قابل ذکر است که او، در تمام فیلم‌هایی که تهیه کرد، بازی هم کرده‌است.

## فیلمشناسی

### نویسنده
1. خدا قوت (۱۳۵۶)
2. راننده اجباری (۱۳۵۴)

### طرح اولیه داستان از
1. خدا قوت (۱۳۵۶)
2. عروس و مادر شوهر (۱۳۵۲)

### بازیگر
1. خدا قوت (۱۳۵۶)
2. راننده اجباری (۱۳۵۴)
3. علی سورچی (۱۳۵۱)
4. زیر بازارچه (۱۳۵۰)
5. مردان روزگار (۱۳۴۸)
6. به امید دیدار (۱۳۴۷)
7. داش احمد (۱۳۴۶)
8. دختر طلا (۱۳۴۶)
9. کلاه نمدی (۱۳۴۵)

### تهیه کننده
1. خدا قوت (۱۳۵۶)
2. راننده اجباری (۱۳۵۴)
3. عروس و مادر شوهر (۱۳۵۲)
4. علی سورچی (۱۳۵۱)
5. نواب (۱۳۵۱)
6. زیر بازارچه (۱۳۵۰)
7. حسن فرفره (۱۳۴۹)
8. شهر هرت (۱۳۴۹)- مشترک با منوچهر صادق‌پور
9. مردان روزگار (۱۳۴۸)
10. به امید دیدار (۱۳۴۷)
11. بی‌گناهی در شهر (۱۳۴۷)
12. دختر طلا (۱۳۴۶)